# Tweed (tekstil)
 For alternative betydninger, se Tweed. (Se også artikler, som begynder med Tweed)
Tweed er et groft, blødt og ukæmmet uldstof (kardegarn) med et hjemmespundet præg. Det fremstilles både uden mønster, i sildebensmønster eller ternet. Spindingen kan være to- eller tretvundet af flerfarvet uld.
Tweedstof bruges især til uformelt udendørstøj, og er vandbestandigt og slidstærkt. Tweed bliver lavet til at modstå barskt vejr og bliver ofte brugt til udendørsaktiviteter som jagt i både Skandinavien, Storbritannien og Irland. En traditionel skotsk tweed kaldes "Lovat" . Irlands tweedfabrikation er særligt forbundet med County Donegal med Donegal Tweed. På de Ydre Hebrider i Skotland fremstilles Harris Tweed, der nok er det mest berømte og som både går på vævning og området, det bliver fremstillet i. (Ikke et bestemt mønster).
Tweed bruges til sportsjakker, frakker, spadseredragter og jakkesæt. Tweed væves dog i bestemte familiemønstre og bæres af medlemmerne af Overhuset. Urin er tidligere blevet brugt i fremstillingen.
I moderne tid er der opstået såkaldt Tweed Runs rundt om i verden, hvor deltagere iført tweed cykler igennem storbyer som København, London og Glasgow.